# Эффект Эттингсгаузена
Эффе́кт Эттингсга́узена — эффект возникновения градиента температур в находящемся в магнитном поле проводнике, через который протекает электрический ток. Если ток протекает вдоль оси {\displaystyle x}, а магнитное поле направлено вдоль {\displaystyle y}, то градиент температур будет возникать вдоль {\displaystyle z}. Эффект назван в честь Альберта фон Эттинсгаузена.
Краткое объяснение эффекта заключается в следующем. В среднем действие силы Лоренца и поля Холла компенсируют друг друга, однако, вследствие разброса скоростей носителей заряда, отклонение «более горячих» и «более холодных» происходит по-разному — они отклоняются к противоположным граням проводника.
Электроны, сталкиваясь с решёткой, приходят с ней в термодинамическое равновесие. Если они при этом отдают энергию, то проводник нагревается; если они поглощают энергию решетки, то проводник охлаждается, в результате чего возникает градиент температуры в направлении, перпендикулярном полю {\displaystyle B} и току {\displaystyle j}.
Характеристикой данного эффекта служит коэффициент Эттингсгаузена {\displaystyle A^{E}}:
{\displaystyle \nabla _{z}T^{E}=A^{E}B_{y}j_{x}}.
Эффект Эттингсгаузена может быть только адиабатическим.
Поскольку поле Холла зависит от скорости движения носителей зарядов, то в полупроводниках эффект сильнее на несколько порядков, чем в металлах.